# One Way Ticket
One Way Ticket («Билет в один конец») — песня группы «Eruption» из альбома Leave a Light (1978). В России и странах бывшего СССР была известна 'перепевка' рядом советских ВИА этой песни под названием «Синий иней» или «Синяя песня».

## История
Впервые песня была исполнена в 1959 году американским певцом и пианистом Нилом Седакой. В этом же году она была выпущена на второй стороне сингла «Oh! Carol».
Авторы — американские музыканты Джек Келлер и Хэнк Хантер (Hank Hunter). На пластинках, выпущенных в СССР, Нил Седака часто ошибочно указывался в качестве автора музыки.
В 1961 году песня вошла в трек-лист его третьего студийного альбома Sings Little Devil and His Other Hits, но так и не была выпущена в виде отдельного сингла.
На польском языке песня исполнялась Хеленой Майданец и группой Czerwono-Czarni (пол. Bilet w jedną stronę, 1963 год).
На французском языке песня была исполнена Эвелиной Лентон (Évelyne Lenton) в 1963 году под названием «Chaque, chaque fois».
Известность песня получила благодаря исполнению британской диско-группой Eruption для их второго альбома «Leave a Light». В первой половине 1979 года песня стала европейским хитом, возглавив чарты в Австрии и Швейцарии.
В Японии песня известна в исполнении певца Хирао Масааки, которого называют японским Элвисом. Песня в японском варианте носит название 恋の片道切符 ([koi-no katamichi kippu] «The Train Choo-Choo Song»). Песня упомянута в романе Кобо Абэ «Женщина в песках».
Метал кавер-версия вошла в альбом «Мелодии и ритмы Зарубежной эстрады» группы «Бони НЕМ» (1995 год).

### Русская кавер-версия
В 1968 году поэт Альберт Азизов написал русский текст. Он не имел ничего общего с английским оригиналом и назывался «Синяя песня» (или, по первым словам «Синий, синий иней…»).
В этом варианте песню исполняли вокально-инструментальные ансамбли: «Поющие гитары», «Здравствуй, песня», «Верные друзья», Анне Вески (на русском и эстонском языках — «Viimne pilet»; автор эстонского текста Яаак Вески), певица Валерия (с 2001 года), группа «Премьер-министр» (c 2004 года), группа «Гости из будущего» (с 2005 года), группа «Gayazovs Brothers» (с 2021 года) и Профессор Лебединский (совместно с группой «Русский размер»).
В 1978 году группой Eruption была выпущена кавер-версия песни, которая попала на первые места во многих национальных чартах и, в отличие от оригинальной версии, была широко популярной в Советском Союзе. То обстоятельство, что в СССР песня приобрела известность раньше, способствовало распространению ошибочного мнения, что она была и написана в этой стране.
Песня неоднократно звучала в различных фильмах и сериалах (например, в сериале «Манекенщица»), телепрограммах и рекламных роликах (например, в рекламном ролике шоколадного батончика «Mars»). Певица София Ротару исполнила для Новогодней ночи на Первом-2009 свою кавер-версию песни — «Пусть всё будет».
Песня «Синий иней» упоминается в песне Филиппа Киркорова «Цвет настроения синий».

## Позиции в чартах
| Позиции | Страна         |
| ------- | -------------- |
| 1       | Австрия        |
| 1       | Швейцария      |
| 2       | Бельгия        |
| 5       | Нидерланды     |
| 8       | Германия       |
| 8       | Швеция         |
| 32      | Новая Зеландия |